# Triodopsis complanata
Triodopsis complanata är en snäckart som först beskrevs av Henry Augustus Pilsbry 1898.  Triodopsis complanata ingår i släktet Triodopsis och familjen Polygyridae. Inga underarter finns listade i Catalogue of Life.